# 屋上のあるアパート
『屋上のあるアパート』（おくじょうのあるアパート）とは、阿川佐和子による日本の小説。2003年に講談社より刊行された。
2011年にテレビドラマ化された。

## テレビドラマ
2011年3月21日21:00-22:50にTBS系で単発スペシャルのテレビドラマとして放映。主演は長澤まさみ。「パナソニックドラマスペシャル」として放映予定だったが、2011年3月11日に発生した東北地方太平洋沖地震発生に伴う広告活動自粛のため、ノースポンサード（実際に流れたCMはACジャパンのみ）での放映となった。視聴率は10.7%。

### キャスト
- 桂木麻子（主人公） - 長澤まさみ
- 猪熊マキ - 坂井真紀
- 片岡由香 - 芦名星
- 田中幸二 - 加藤晴彦
- 片岡祐介 - 内田朝陽
- 桂木喜代子（麻子の母） - 原日出子
- 桂木郁夫 - 中村倫也
- 桂木紀夫 - 俵木藤汰
- 岩見拓郎 - 脇知弘
- 南のばら - 篠原真衣
- 不動産屋 - 加藤歩
- 角田浩一 - 山崎樹範
- 丸川英樹 - 三浦圭祐
- 岡村実 - 近藤芳正
- 山本涼子（料理研究家） - 秋野暢子
- 工藤俊太郎 - 吉田栄作
- 杉原由規奈、川崎侑芽子、清竹善仁、永嶋美佐子 ほか

### スタッフ
- 脚本 - 吉田紀子
- 演出 - 吉田秋生
- 音楽 - 羽毛田丈史
- テーマ曲 - 渡watary「街角の音」
- 技術協力 - フォーチュン
- 美術協力 - アックス
- 編集・MA - ブル
- スタジオ - 緑山スタジオ・シティ
- プロデューサー - 志村彰（The icon）
- アシスタントプロデューサー - 高橋史典、関川友理
- 製作 - The icon、TBS